# Дюпон, Жак (сценограф)
Жак Дюпон (фр. Jacques Dupont) — французский сценограф.
Родился в Парижском районе Шату в 1909 году. С детства любил рисовать — сначала самостоятельно, потом начал заниматься с педагогами.
В 1924 году начал работать для «Русских сезонов» Сергея Дягилева и под влиянием атмосферы труппы, где сотрудничали выдающиеся композиторы, художники и балетмейстеры, увлёкся театральным дизайном. 
Его первой работой стала пьеса Стринберга «Соната призраков». В 1939 году оформил свою первую оперу — «Пармскую обитель» Анри Соге. Как художник-постановщик сотрудничал с такими театрами, как Парижская опера, Опера-Комик, Марсельская опера, Метрополитен-опера, Нью-Йорк Сити Балет, Королевский балет Великобритании.      

## Спектакли
- «Соната призраков» Августа Стринберга
- «История солдата» Игоря Стравинского
- 1937 — «Гекуба» Андре де Ришара и Дариуса Мийо
- 1939 — «Пармская обитель» Анри Соге
- 1961 — «Два голубя» Фредерика Аштона
- 1969 — «Пеллеас и Мелизанда» Ролана Пети
- 1970 — «Ромео и Джульетта» Жоржа Скибина, «Спящая красавица» Розеллы Хайтауэр
- 1971 — «Кармен» Джона Кранко
- 1975 — «Коппелия» Аттилио Лабиса

## Признание
- 1937 — Grand Prix du Spectacle за оформление постановки «Гекуба»